# Ruidocollaris
Ruidocollaris är ett släkte av insekter. Ruidocollaris ingår i familjen vårtbitare.
Kladogram enligt Catalogue of Life:
| Ruidocollaris | \| \| Ruidocollaris obscura \| \| \| \| \| \| Ruidocollaris truncatolobata \| \| \| \| |
|               | \| \| Ruidocollaris obscura \| \| \| \| \| \| Ruidocollaris truncatolobata \| \| \| \| |
|               | Ruidocollaris obscura                                                                  |
|               |                                                                                        |
|               | Ruidocollaris truncatolobata                                                           |
|               |                                                                                        |